# Guy Bonnet
Guy Bonnet (Avignone, 12 maggio 1942 – Avignone, 8 gennaio 2024) è stato un cantautore francese.

## Biografia
Rappresentò la Francia all'Eurovision Song Contest 1970 e poi all'Eurovision Song Contest 1983. Fu anche autore del brano presentato da Isabelle Aubret all'Eurovision Song Contest 1968.
Morì ad Avignone l'8 gennaio 2024 all'età di 81 anni.